# Petit chemin de fer des Ribières
Le petit chemin de fer des Ribières est un circuit de train miniature à passagers situé en Limousin, dans les monts de Châlus, en pays des feuillardiers, sur la commune de Bussière-Galant.

## La ligne
La ligne ferroviaire est établie au lieu-dit Les Ribières (les rivières en occitan limousin), au sein de l'espace Hermeline. Sa construction débute en 1997. Jean Dumias construit les éléments de voie, alors que la commune de Bussière-Galant procède à la mise en forme et au nivellement du terrain, finance l’achat des matériaux pour la voie, les premiers éléments de matériel roulant, et l'édification de la gare.
Le circuit ferroviaire est à deux écartements imbriqués de 184 et 127 mm, d'un développement total de 750 mètres dont 550 mètres de pleine voie.
L’ensemble ferroviaire comporte, outre une voie de deux largeurs, douze aiguillages, une gare avec voies d’évitement, de garage et de manœuvres et un petit dépôt pour le matériel roulant. La sécurité des convois est assurée par une signalisation électrique.
Née d'un projet initié en 1995 par Jean Granger, Jean Dumias et Patrick Hémard, la ligne et ses installations sont gérés par une association, l'association Traction Ferroviaire et Modélisme (ASSTRAFER) dont le but est la promotion du modélisme ferroviaire par l’exploitation du Petit Chemin de Fer des Ribières et l’organisation périodique d’expositions ferroviaires.

## Matériel roulant

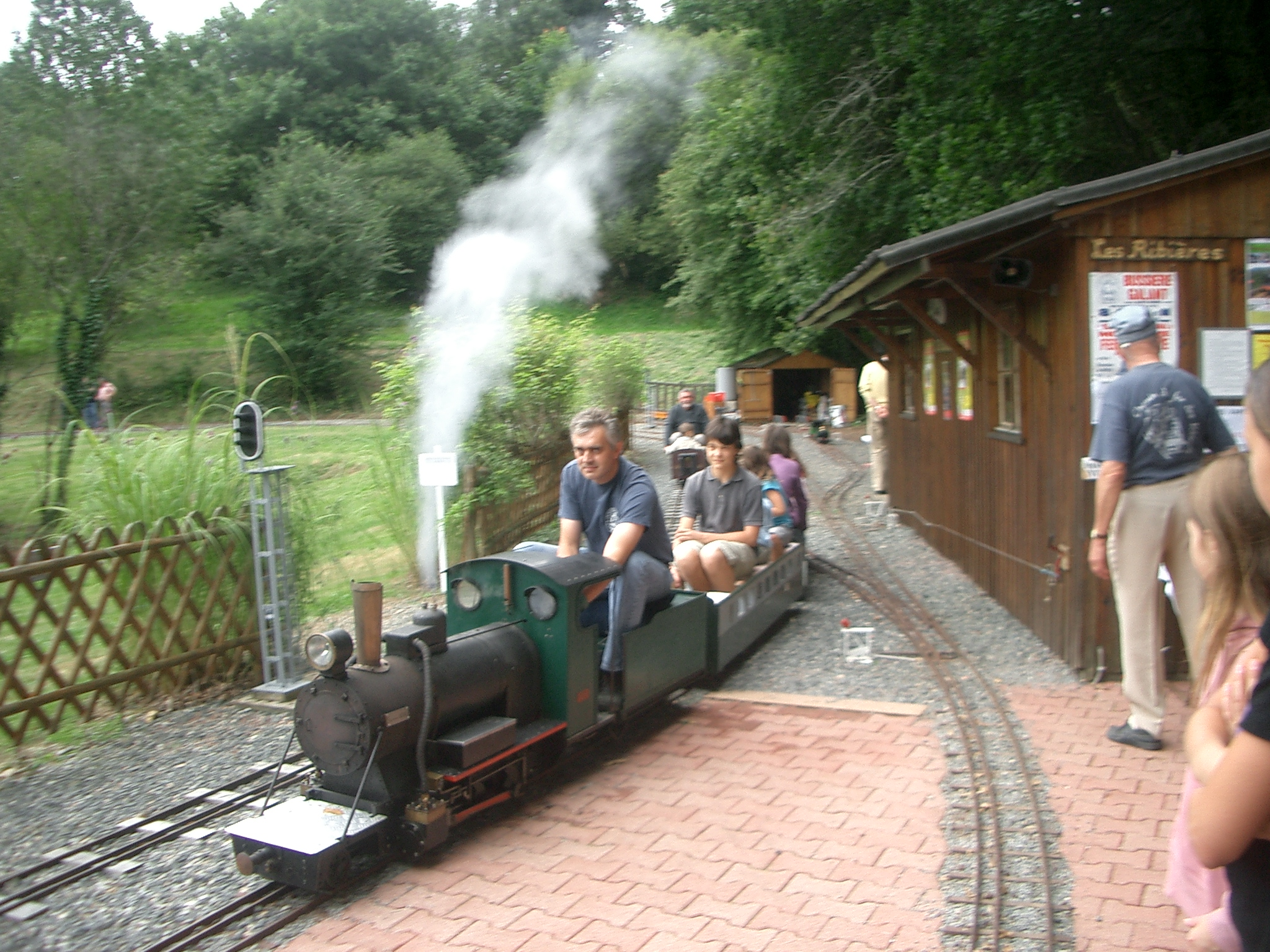
La grosse Lulu

Le petit chemin de fer des Ribières accueille une locomotive à vapeur, des locotracteurs thermiques et des locotracteurs électriques.
Les locomotives à vapeur
Dénommée "La Grosse Lulu", elle est du type 131 (1 essieu porteur, 3 essieux moteurs, 1 essieu porteur) et fonctionne au charbon (le même que celui utilisé par la 141-TD-740 de Limoges) et à l'eau. Sa pression de fonctionnement est de 5-6 bars. L'eau nécessaire à la locomotive est stockée dans le tender (wagon) d'une capacité de 80 litres, ce qui permet une dizaine de tours du circuit, soit environ 7 km. Sa chaudière a une capacité de 21 litres. Cette locomotive, vraisemblablement inspirée d'une locomotive forestière, a été construite par Roland Imbert en 2000, et remise à neuf pour la saison 2011. Elle peut tracter jusqu'à 20 passagers et pèse 350 kg.
Une 020T de Schneider est en cours de construction...
Les locotracteurs thermiques
- Le "Y 8700"

Ce locotracteur n'est pas une stricte reproduction du matériel moteur SNCF, mais il possède quelques ressemblances avec l'Y 8000, petit locotracteur de manœuvres. Ce locotracteur est propulsé par un moteur de motobineuse à vitesses, deux en marche avant et une marche arrière. L'entrainement se fait à l'aide d'un embrayage à courroie par palai[Quoi ?] entrainant les essieux à l'aide de chaines par le biais d'un arbre intermédiaire. Ce locotracteur peut tirer plus de quinze personnes en palier. Il a un poids total de 70 kg. 
- Le "Y 7100"

Comme le "Y 8700", ce locotracteur est une reproduction imaginaire proche du Y 7100 de la SNCF. Sa motorisation est identique à celle du Y 8700. Il pèse 65 kg.
Le locotracteur électrique
Reproduction imaginaire d'un petit locotracteur, il possède un moteur 24V. Il a un ralenti et une souplesse de conduite exemplaire. Il peut tirer jusqu'à huit passagers. Alimenté par deux batteries 12V, il est uniquement utilisé en intérieur et ne circule pas sur le réseau extérieur.

## Trafic
Un premier train circule sur les rails du réseau des Ribières, pour la première fois en juillet 1997. 
L’exploitation est ouverte en juillet 1998 en présence de Jean-Claude Peyronnet, sénateur et président du Conseil général de Haute-Vienne, et de la municipalité.
Depuis 1998, le petit chemin de fer des Ribières a transporté plus de 25000 passagers, dont plus d’un tiers d’adultes.
Le circuit ferroviaire des Ribières est ouvert aux personnes qui disposent de matériels roulants correspondants aux écartements 184 mm et 127 mm, sous réserve d'accord préalable de l'association gestionnaire, Asstrafer.

## Iconographie

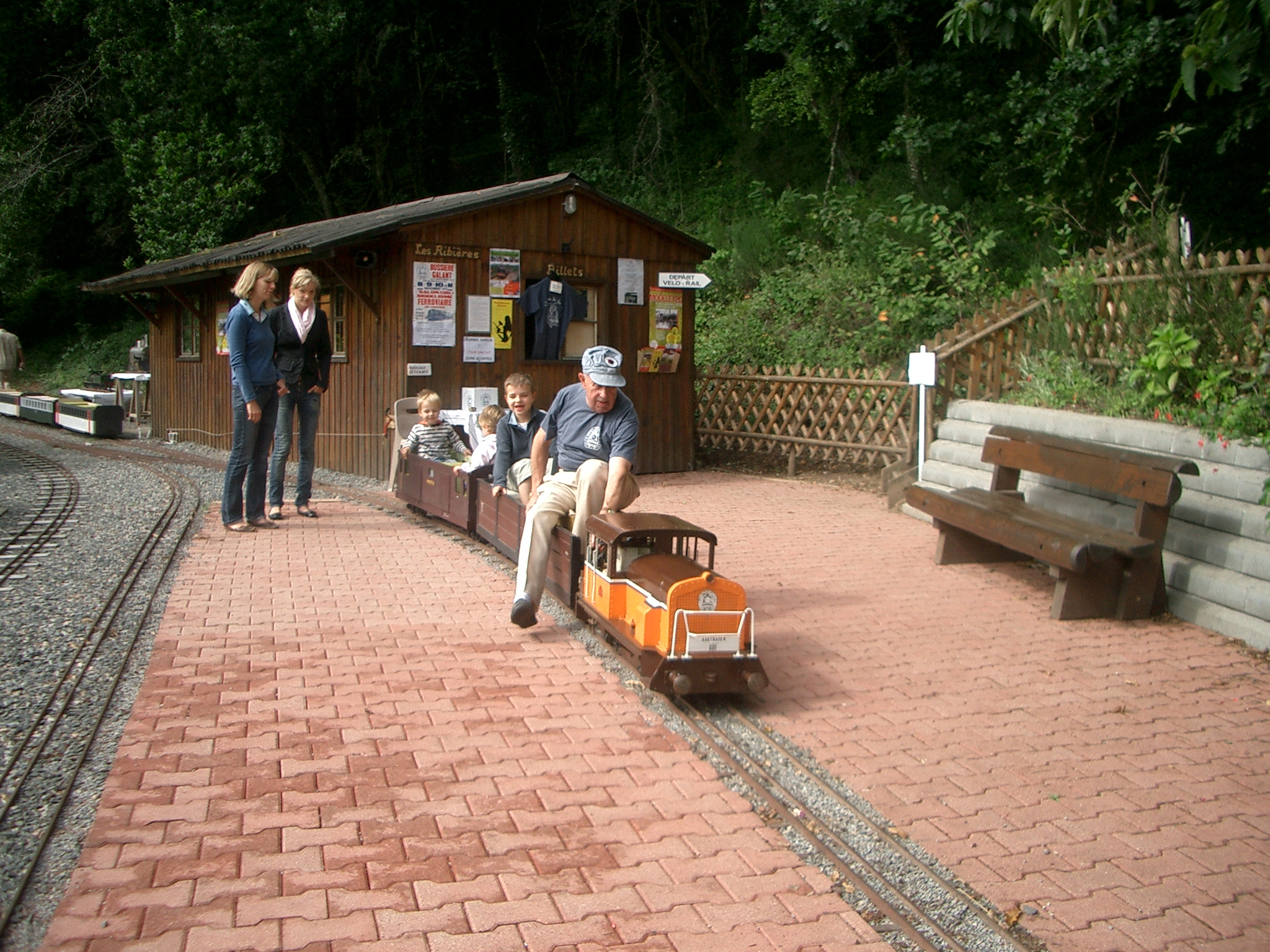
Locotracteur Y7100
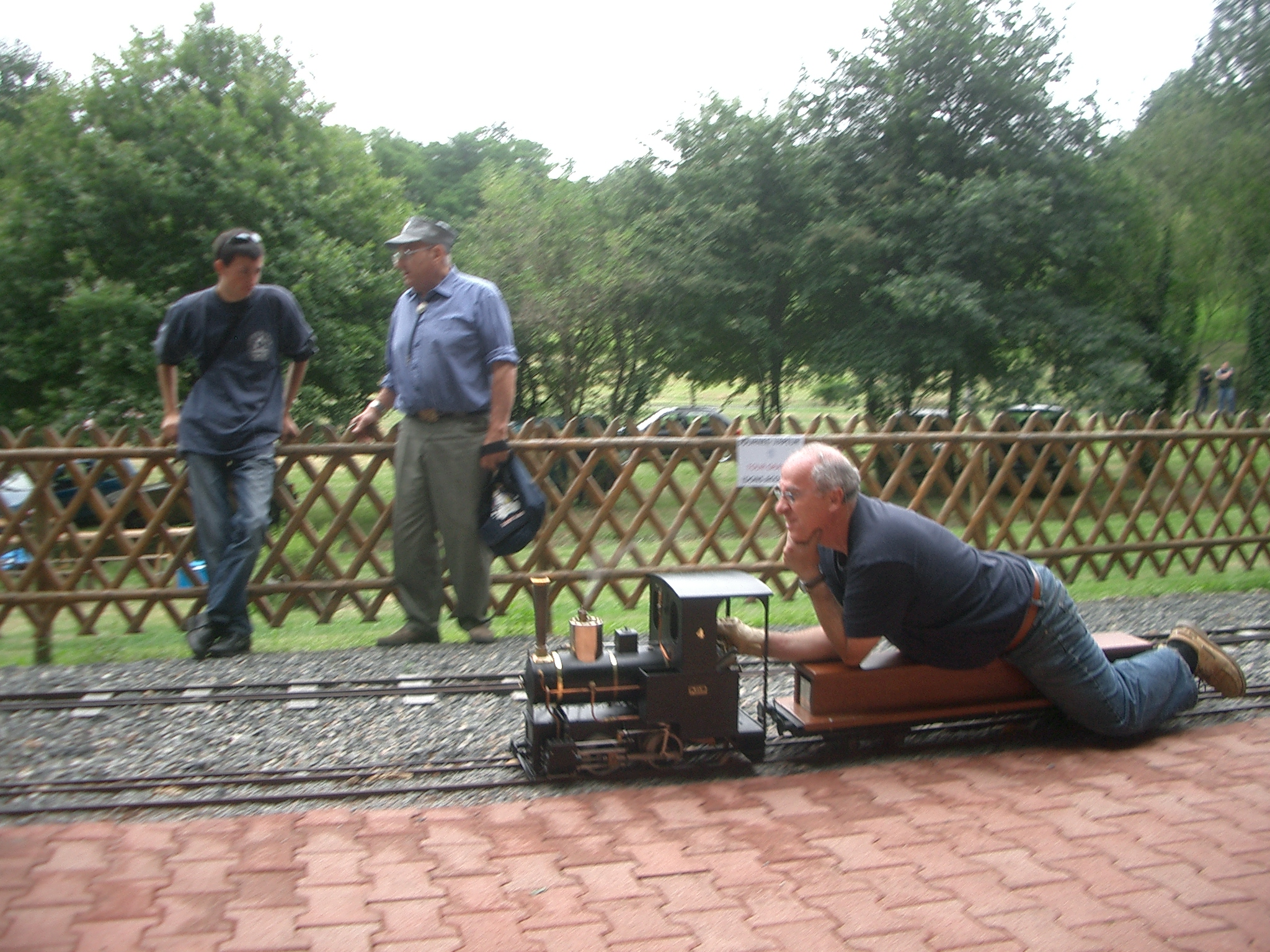
?
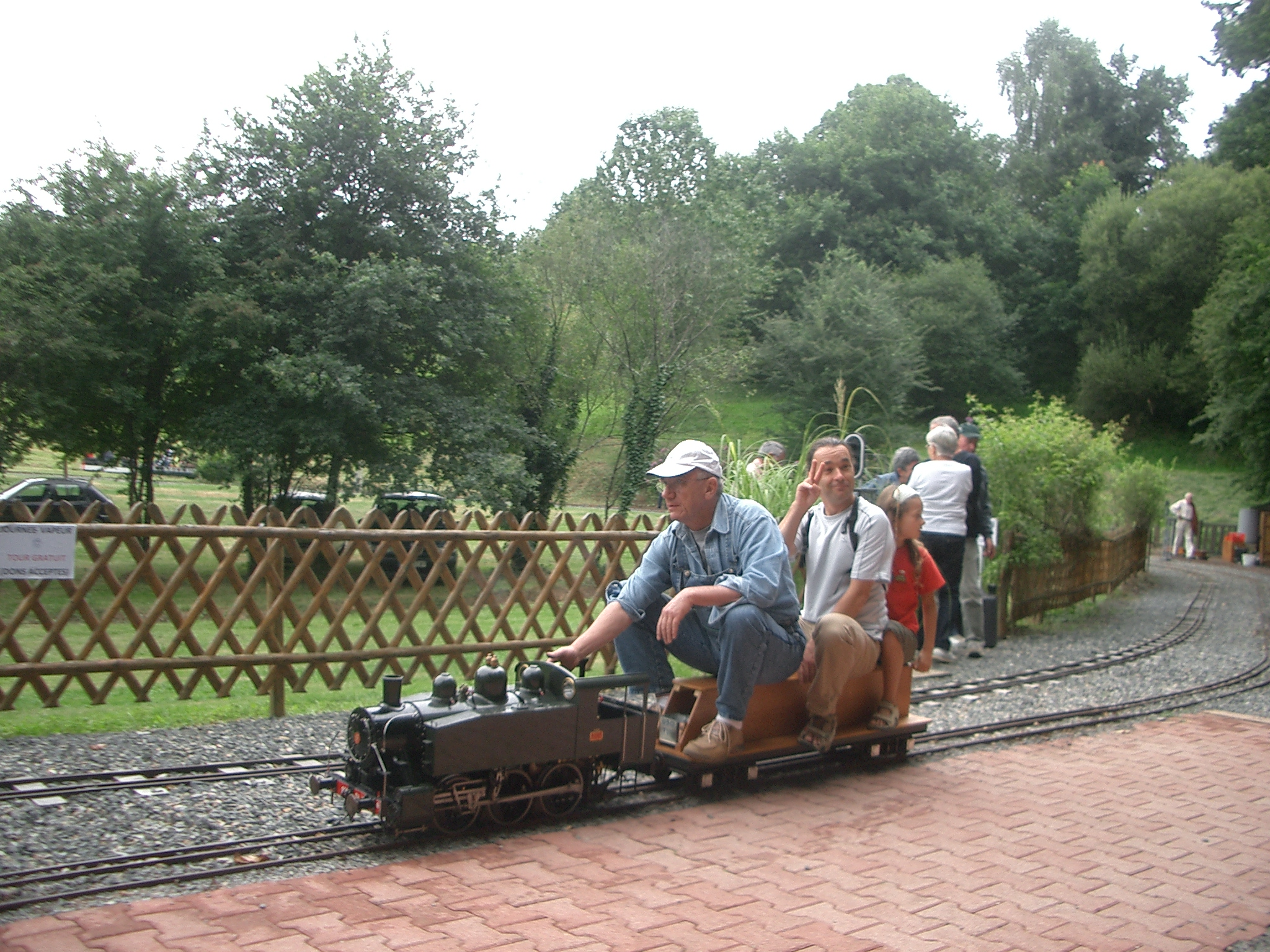
030 TU au 1/8
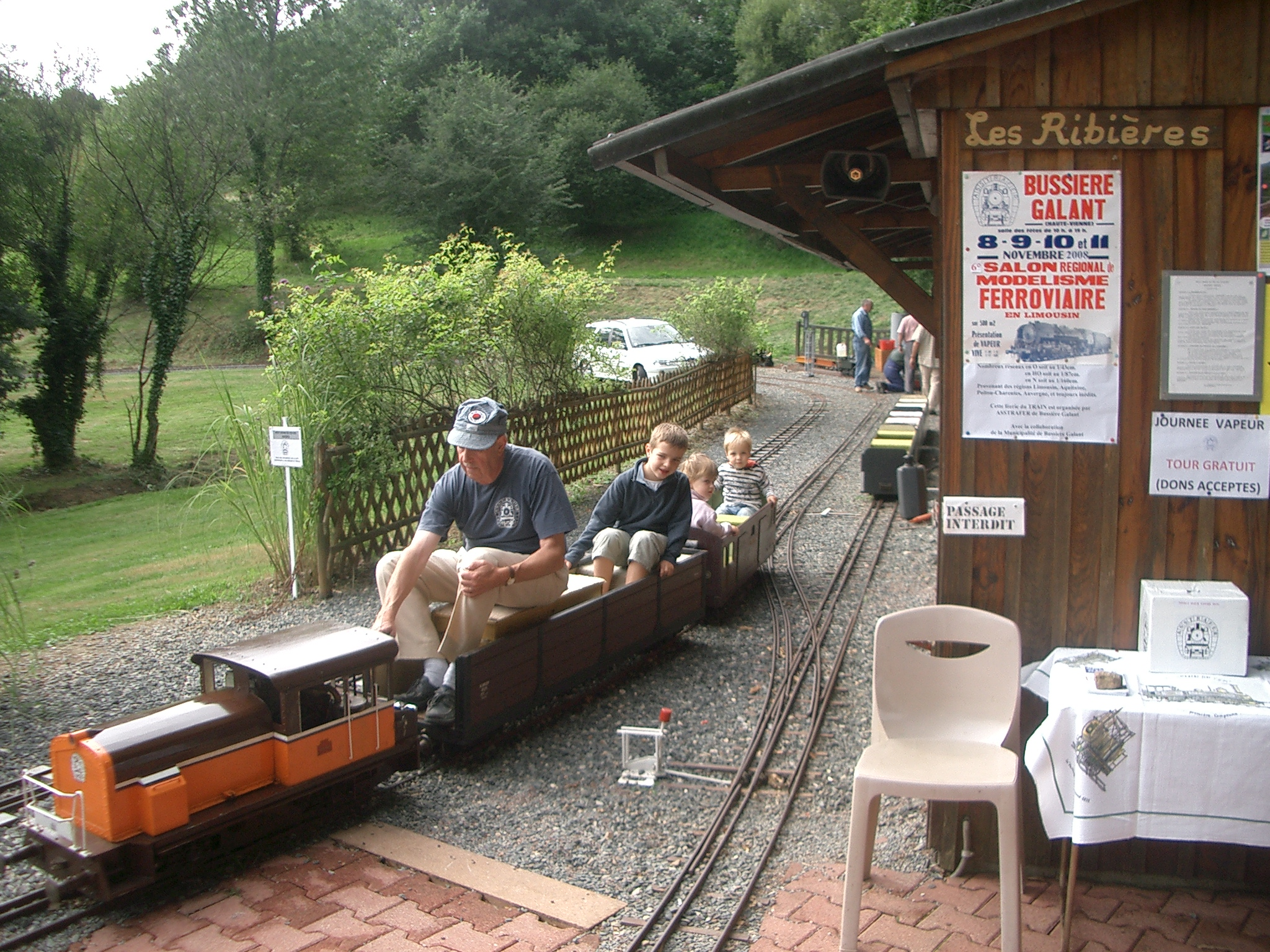
Locotracteur Y7100
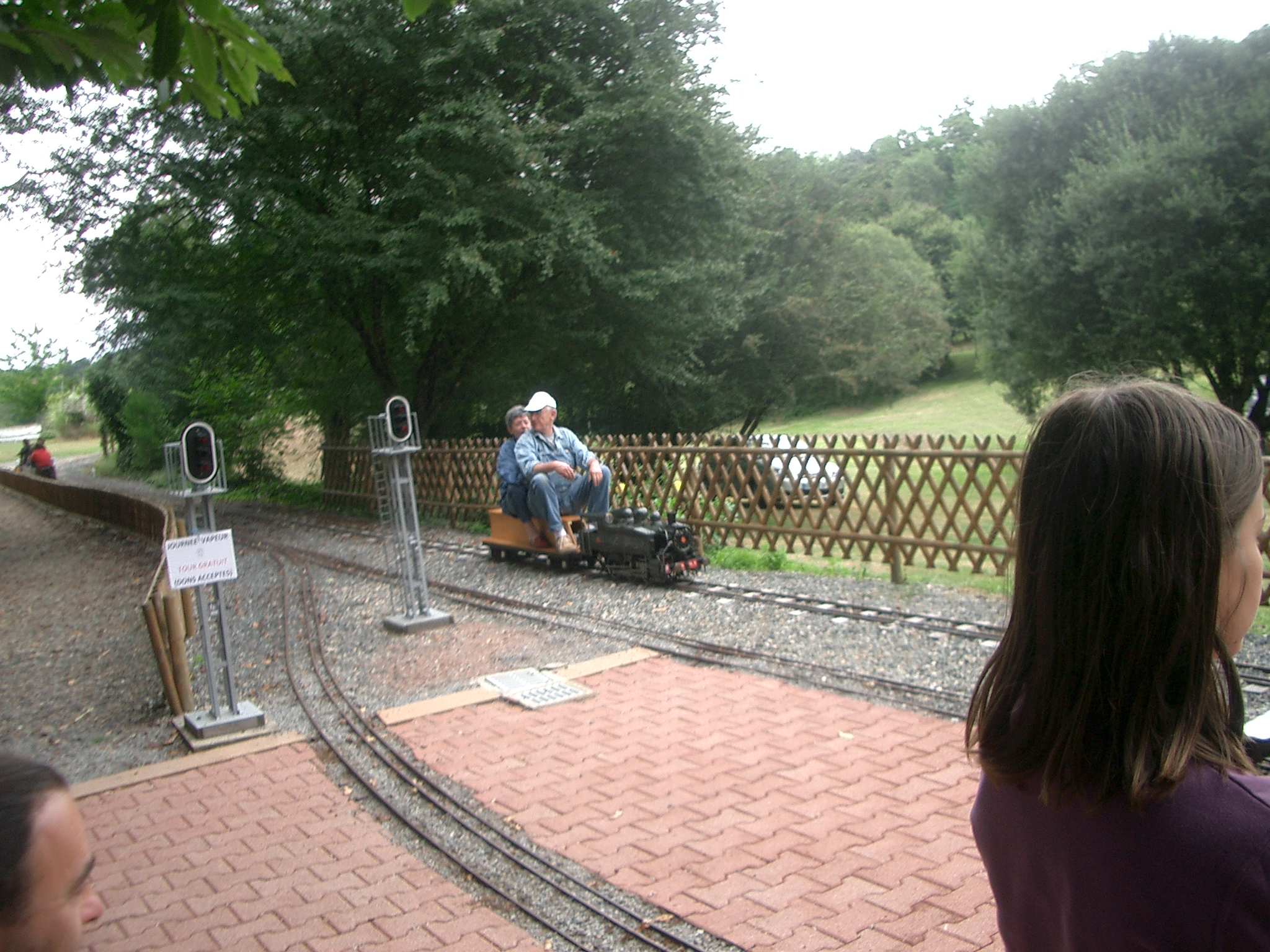
030 TU au 1/8
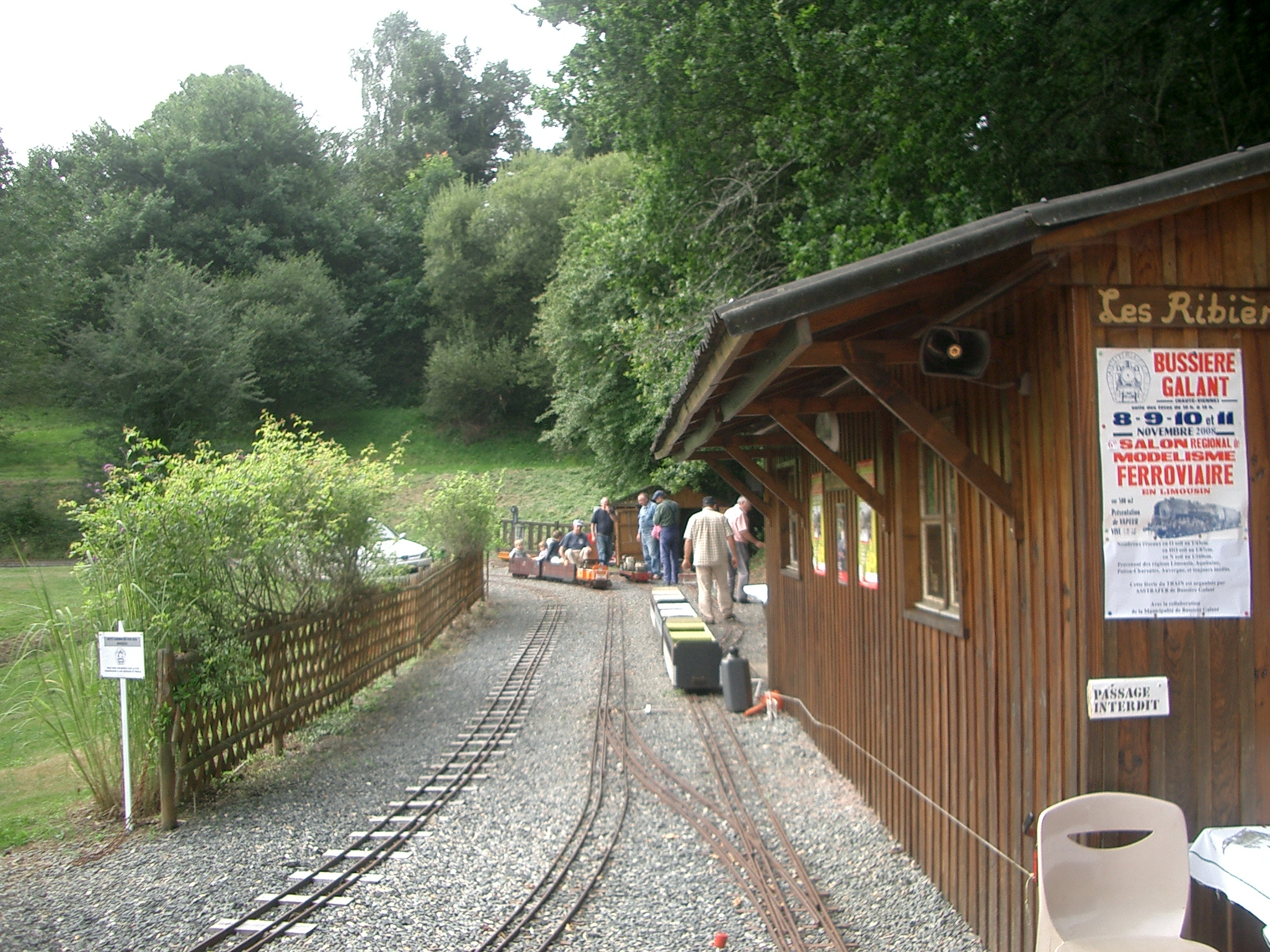
?
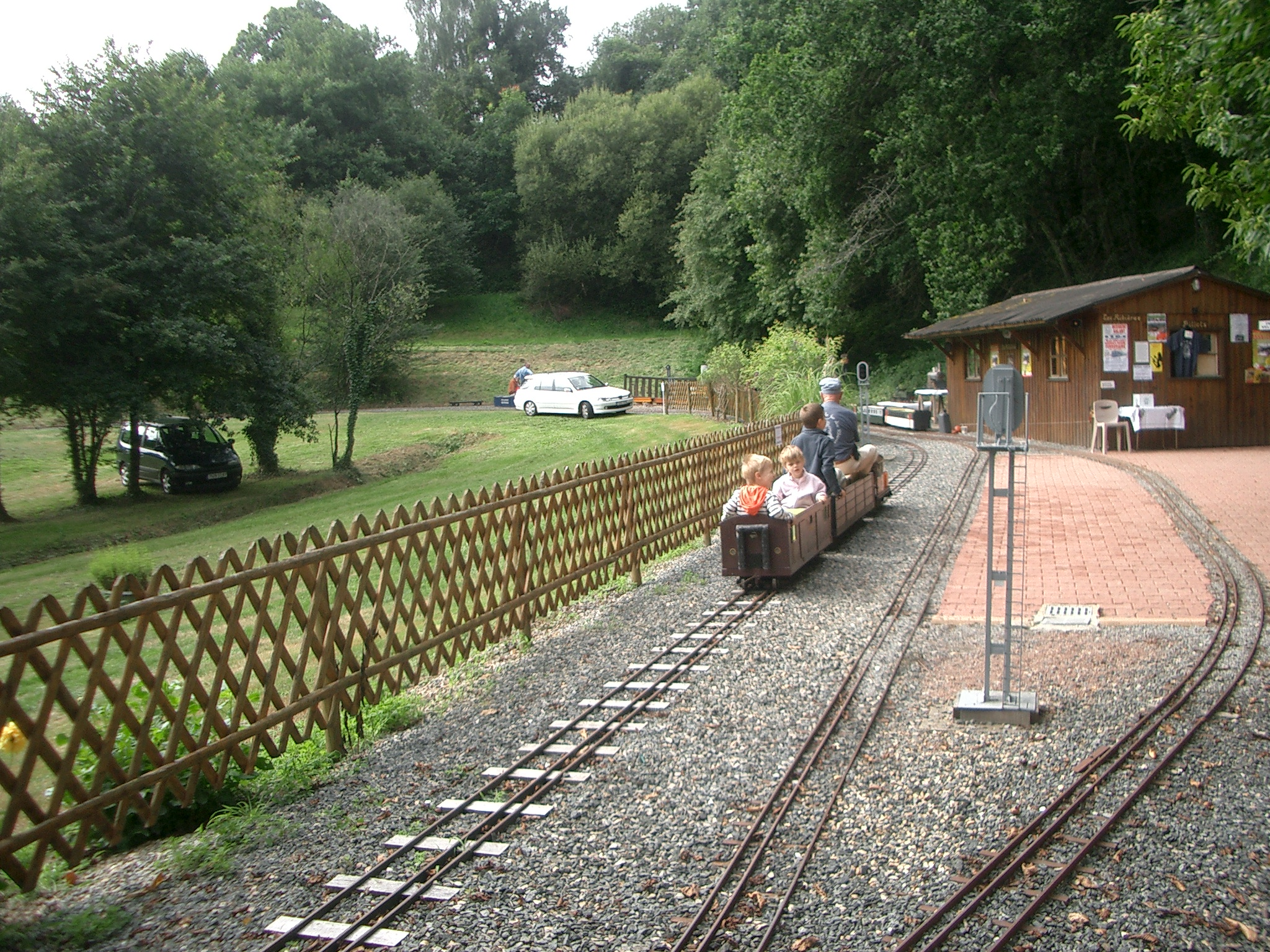
?
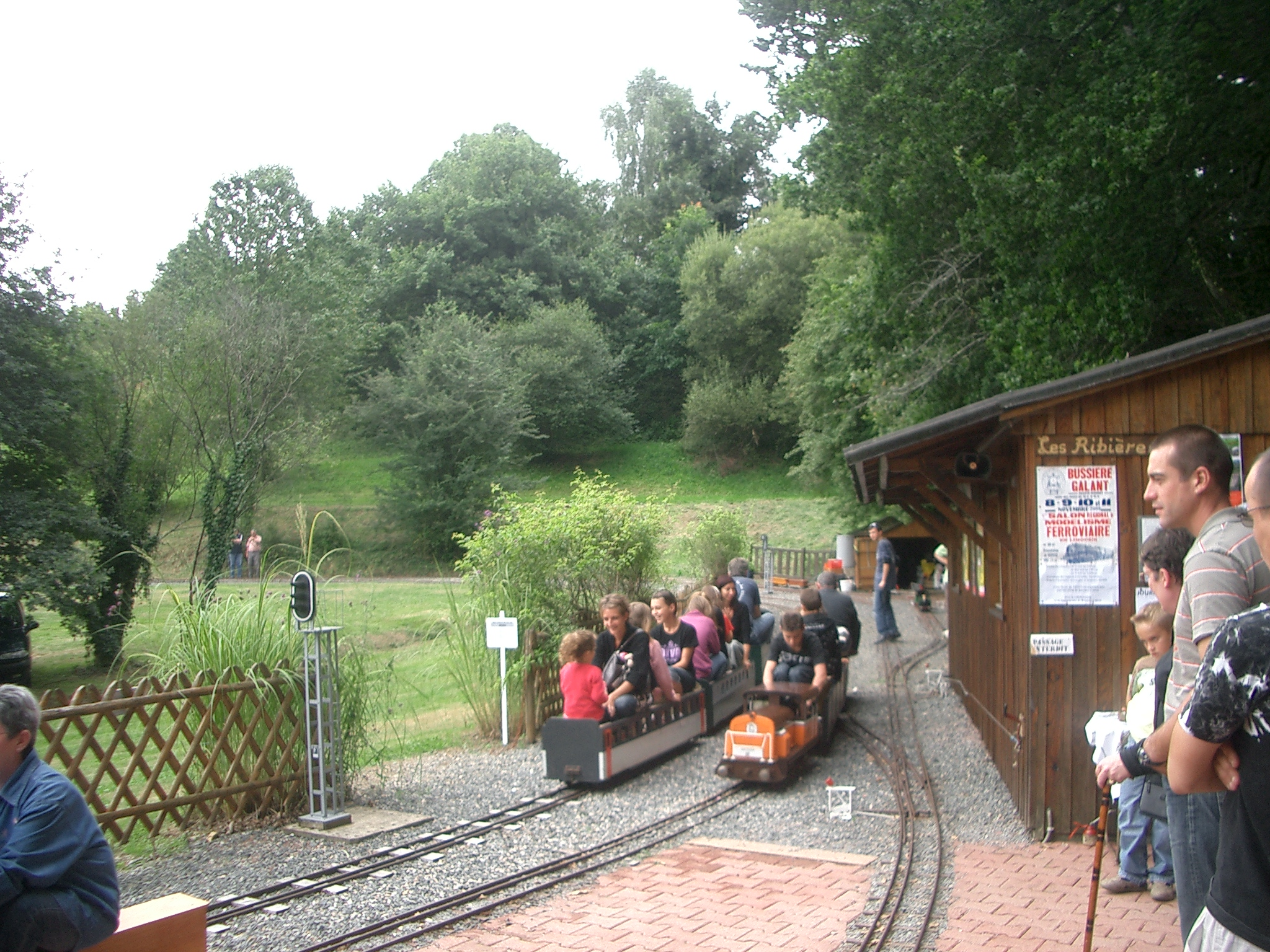
locotracteur Y7100